# Ioan Batinaș
Ioan Batinaș (n. 30 august 1970, Arad, România) este un actor român de teatru, film și televiziune. Cunoscut pentru rolurile avute în serialele TV Baronii și Grupul Vouă,  artistul poate fi văzut săptămânal pe scena Teatrului Odeon.

## Biografie
Este absolvent în 1996 al Academiei de Teatru și Film, Facultatea de Teatru(actualul U.N.A.T.C.), Secția Actorie, clasa prof. Florin Zamfirescu, asist.univ. Doru Ana (fiind coleg de clasă cu: Medeea Marinescu, Tudor Chirilă, Ovidiu Niculescu, Andrei Aradits, Marius Cordoș, Mihai Răzuș, Gabriel Coveșeanu, Costel Cașcaval, Dani Popescu, Djeni Brenda, Adelaida Zamfir și alții...
În 1995 pe când era încă student (anul 3) participă la un concurs pentru ocuparea a 4 posturi de actori la Teatrul Odeon - București. Este ales, intrând astfel în trupa teatrului alături de colegul lui de clasă, Ovidiu Niculescu. Colaborează cu regizorul Alexander Hausvater în „La țigănci”, apoi joacă câteva roluri principale, dintre care se remarcă în Zapo din „Picnic pe câmpul de luptă” precum și Smerdeakov din „Frații Karamazov”. 
S-a născut în Arad, fiind al patrulea copil al familiei. A urmat cursurile liceului Miron Constantinescu din același oraș, promoția 1988. A făcut armata lungă, iar după revoluție este admis la Academia de Teatru și Film din București (actualul U.N.A.T.C.). Îi place facultatea și se implică în multe proiecte de regie. Reușește să încheie anul întâi cu 10 pe linie fiind totodată remarcat la festivalul studențesc  „Ușile Deschise” de către criticul de Teatru Valentin Silvestru. Despre perioada dinaintea anilor universitari, chiar el mărturisește în revista Thalia: „Mie îmi place interacțiunea cu oamenii. Am lucrat înainte de facultate: mecanic-auto, puțin, om bun la toate într-un boutique, vânzător de pantofi de damă, mama voia să mă fac preot...”

## Teatru
- Tatăl în Pentru binele tău de Pier Lorenzo Pisano, regia Zoltán Balázs (Ungaria)
- Fortinbras în Hamlet, de W. Shakespeare, regia Dragoș Galgoțiu
- Osip în Fugarii, după A.P. Cehov, regia Alexandru Dabija
- Doctorul Herdal în Constructorul Solness, de Henrik Ibsen, traducerea și adaptarea Sânziana Stoican
- Randolf în Jurnalul lui Robinson Crusoe, un musical după Insula de Gellu Naum, regia Mihai Măniuțiu
- Bretschneider, Câinele în Svejk după Jaroslav Hašek, regia Alexandru Dabija
- Radu, medic în Trei generații De Lucia Demetrius, regia artistică Dinu Cernescu
- Petre Dinu în Titanic Vals de Tudor Mușatescu, regia Alexandru Dabija
- Mircea, recuziter în Liniște! Sărut. Acțiune! o adaptare de Peter Kerek după filmul Living in Oblivion de Tom Dicillo, produs de Lemon Sky Production
- Marc în Mă întorc de departe de Claudine Galea, regia Theo Herghelegiu
- Sigi Esser în Grădinile Groazei de Daniel Call, un spectacol de Mariana Cămărășan și Alexandra Penciuc
- Dennis McAlvane în Pentru că pot de Arthur Kopit, regia Alexandru Mâzgăreanu
- Omul de afaceri în Micul Prinț după Antoine de Saint-Exupery, regia Carmen Lidia Vidu
- Piuliță în Aventurile lui Habarnam după Nikolai Nosov, regia Alexandru Dabija
- Un francez în Cymbeline de William Shakespeare, regia Laszlo Bocsardi
- Nebun azil în Marchizul de Sade de Doug Wright, regia Beatrice Rancea
- Trofimov, Piotr Sergheevici în Livada de vișini de A.P. Cehov, regia Sorin Militaru
- Valetul I în Leonce și Lena de Georg Büchner, regia Alexandru Dabija
- Călugărul în Arden din Feversham dureroasa și adevărata tragedie a domnului Arden din Feversham, Autor englez anonim din secolul XVI, regia Dragoș Galgoțiu
- Arabul în Alchimistul după Paulo Coelho, regia Anca Maria Colțeanu
- Dodger Cohen, matricola 277 în Cartofi prăjiți cu orice de Arnold Wesker, regia Alice Barb
- Von Ertzum, elev în Îngerul albastru după "Profesorul Unrat" de Heinrich Mann, regia Răzvan Mazilu
- Sabinul blând în Nuntă cu răpiri după Nunta de A.P. Cehov și Frumoasele Sabine de Leonid Andreev, regia Beatrice Bleonț
- Nikolai în Stele în lumina dimineții de Alexandr Galin, regia Gelu Colceag
- Velasquez în Saragosa – 66 de zile după Jan Potocki, regia Alexandru Dabija
- Blondul în Avea două pistoale cu ochi albi și negri de Dario Fo, regia Grigore Gonța
- Gongul în Astă seară se joacă fără piesă de Luigi Pirandello, regia Alexa Visarion
- Milițianul în Ivan cel Groaznic de Bulgakov, regia Beatrice Bleonț
- Prince în Uppercut stânga de Joel Jouanneau, regia Dragoș Galgoțiu
- Smerdeakov în Frații Karamazov după F.M. Dostoievski, regia Sandu Vasilache
- Jimmy Doyle în Opera de trei parale de Bertolt Brecht, regia Beatrice Bleonț
- Lois în Supeul de Jean Claude Brisville, regia Florentina Enache
- Boolt în Pericle de W. Shakespeare, regia Alexander Hausvater
- Zapo în Picnic pe câmpul de luptă de Fernando Arrabal, regia Diana Manole
- Băiatul în Carlo contra Carlo de Paul Ioachim, regia Horațiu Mălăele
- Torres în A treia caravelă de Iosif Naghiu, regia Tudor Mărăscu
- Gavrilescu în La țigănci după Mircea Eliade, regia Alexander Hausvater

## Filmografie
- Examen (2003) – voce tehnician poligraf
- 2018, Raiul, Cucul si Copilul (scurtmetraj)
- 2006, Baronii (TV Series)
- Peste 500 de pastile (producții) Vouă la posturile: Național Tv(cele mai multe), dar și la Antena 1(1996-2000) și TVR
- 2005, Dallas Pashamende (lungmetraj)
- 2002, Binecuvântată fii, închisoare (lungmetraj)

## Premii
În 2017 a câștigat premiul pentru cel mai bun actor din cadrul Festivalului de Teatru Clujean: „Heart Festival”.